# 堕ちた恋人たちへ
堕ちた恋人たちへ（おちたこいびとたちへ、原題：Equinox）は、1992年に制作され、1993年に公開されたアメリカ合衆国のドラマ映画。監督はアラン・ルドルフ、出演はマシュー・モディーンほか。
日本でビデオソフト化された際、「ハードリボルバー/堕ちた恋人たちへ」と改題された。

## あらすじ
一卵性双生児のヘンリー・ペトサとフレディ・エースは、出生時に引き離され、互いの存在を知らぬまま育ってきた。
ヘンリーは内気な修理工で、恋人のビバリーに自分の気持ちを伝えられないでいる。一方フレディはマフィアの大物パリスの下で働く運転手で、妻のシャロンと二人の子供に恵まれた自信家である。
ある日、死体安置所で働く若い女性ソーニャ・カークが、彼ら兄弟がヨーロッパ貴族の子供で、大金を相続する立場にあることを知る。

## キャスト
※括弧内は日本語吹替
- ヘンリー・ペトサ/フレディ・エース：マシュー・モディーン（山寺宏一）
- ビバリー・フランクス：ララ・フリン・ボイル
- パリス：フレッド・ウォード（大塚明夫）
- ソーニャ・カーク：タイラ・フェレル
- ロージー・リバーズ：マリサ・トメイ（紗ゆり）
- ラッセル・フランクス：ケヴィン・J・オコナー（牛山茂）
- リッチー・ナン：テイト・ドノヴァン
- シャロン・エース；ロリ・シンガー（高島雅羅）
- ピート・ペトサ：M・エメット・ウォルシュ（小島敏彦）
- エディ・グティエレス：トニー・ジェナロ（宝亀克寿）
- ジェローム・ハムナー：レス・ポードウェル（水野龍司）
- メル：ロバート・グールド（水野龍司）

## 公開
本作は、1992年9月にシネフェストサドベリー国際映画祭で、同年9月18日にトロント映画祭で、10月にはシカゴ国際映画祭で上映。アメリカで一般公開がなされたのは1993年6月11日だった。
日本では、1993年6月18日にコムストック配給の下で劇場公開された。